# 岡本真夜 明日ハレルヤ!
『岡本真夜 明日ハレルヤ!』（おかもとまよ あした ハレルヤ）は、2019年10月から2021年3月まで、毎週放送されていた、シンガーソングライター・岡本真夜によるラジオのトーク・音楽番組である。

## 概要
元々この枠は、岡本も不定期でゲスト出演していた岡村孝子の番組『岡村孝子 あの頃ミュージック』を放送していたが、岡村が2019年4月に発症した白血病治療への専念のため、2019年7月から9月に、暫定的に『あの頃ミュージック』のピンチヒッターDJとして岡本が担当。
その後、『あの頃ミュージック』を岡村が復帰するときのためにということで一旦終了させたのち、つなぎ番組としての位置づけで、2019年10月に改めて『明日ハレルヤ!』と題名を改めたうえで再スタートを切った。
番組では、『あの頃ミュージック』の流れを踏襲する形で、リスナーに対するお便りのお題を募集し、その内容に基づいたトークと楽曲を放送していた。2021年4月に『あの頃ミュージック・シーズン2』の放送開始に伴い終了となった

## ネット局
多くの局は帯番組（大抵は10分）か、週1回・15－30分のが多かったが、BSNラジオでは55分、RNCラジオでは60分の長尺バージョンが放送された。
- HBCラジオ
- 秋田放送
- 茨城放送
- 栃木放送
- 山梨放送
- 信越放送
- 新潟放送
- 福井放送
- 静岡放送
- ぎふチャン
- RSKラジオ
- 山口放送
- 西日本放送
- 四国放送
- 高知放送
- 長崎放送